# Moïse Bambara
Moïse Bambara (Ouagadougou, 10 novembre 1984) è un ex calciatore burkinabé, di ruolo centrocampista.